# Campeonato de España de Clubes de Baloncesto Infantil Femenino
El Campeonato de España de Clubes de Baloncesto Infantil Femenino es una competición nacional organizada por la Federación Española de Baloncesto (FEB), que reúne anualmente desde 1980 a los mejores equipos sub-14 del país. Considerada una de las citas más prestigiosas del baloncesto de formación en España, en ella participan 32 clubes representantes de las diferentes federaciones autonómicas.

## Formato de competición
El Campeonato de España de Clubes Infantil Femenino reúne a equipos formados por jugadores menores de 14 años (categoría infantil), pertenecientes a clubes de toda España.
El torneo se disputa en una sede única y se organiza en varias fases:
- Fase de grupos: Los 32 equipos se dividen en 8 grupos (A a H) de 4 equipos cada uno. Se disputa una liguilla a una vuelta. Se clasifican los dos primeros equipos de cada grupo (16 en total).
- Fase final: Se estructura en eliminatorias directas: octavos de final, cuartos de final, semifinales y final.

También se disputan partidos para determinar las posiciones finales del campeonato: el partido por el 3.º y 4.º puesto, así como los encuentros por el 5.º al 8.º lugar.

## Equipos participantes
Disputan el campeonato un total de 32 equipos, clasificados según los siguientes criterios establecidos por la Federación Española de Baloncesto (FEB):
- Los 19 equipos campeones de cada una de las federaciones autonómicas.
- Los 8 equipos subcampeones de las federaciones con mayor número de licencias en la categoría infantil femenino (según datos de la temporada anterior).
- El representante de la federación sede del campeonato.
- Los 4 equipos adicionales de aquellas federaciones cuyos clubes alcanzaron los cuatro primeros puestos en la edición anterior del campeonato.

Cada federación puede clasificar un máximo de 3 equipos. En caso de que algún criterio supere este límite, la plaza se reasigna a la siguiente federación o equipo según lo estipulado por la FEB.
Las vacantes por renuncia se cubren siguiendo un orden determinado por número de licencias y resultados del año anterior.

## Historial
| Ed.     | Año  | Sede        | Resultado | Oro               | Plata             | Bronce            | MVP                |
| ------- | ---- | ----------- | --------- | ----------------- | ----------------- | ----------------- | ------------------ |
| I       | 1980 | Barcelona   |           | Estudio Madrid    | Asunción Madrid   | Montessori Palau  |                    |
| II      | 1981 | La Coruña   |           | Irlandesas        | Universitari      | Irlandesas Madrid |                    |
| III     | 1982 | Santander   |           | Badia Soler       | Luis Dorado       | Casa Galicia      |                    |
| IV      | 1983 | Almería     |           | Islas Canarias    | Casa Galicia León | Bailén Barna      |                    |
| V       | 1984 | Castellón   |           | Real Canoe        | Islas Canarias    | Amor de Dios      |                    |
| VI      | 1985 | Granada     |           | Islas Canarias    | Real Canoe        | Colegio Cabrini   |                    |
| VII     | 1988 | Getxo       |           | Islas Canarias    | AEJ Riera         | Tintoretto        |                    |
| VIII    | 1989 | Burgos      |           | Islas Canarias    | Real Canoe        | Natural Cusi      |                    |
| IX      | 1990 | Baeza       |           | Zaragoza          | Real Canoe        | Alcalá            |                    |
| X       | 1991 | Bilbao      |           | Pozokoetxe        | Sagrada Familia   | Kaixo             |                    |
| XI      | 1992 | Tudela      |           | Islas Canarias    | Zaragoza          | S. Familia        |                    |
| XII     | 1993 | Portugalete |           | S. Familia        | Grupo Barna       | Islas Canarias    |                    |
| XIII    | 1994 | Guadalajara |           | Islas Canarias    | AEJ Riera         | Alcalá            |                    |
| XIV     | 1995 | Pinto       |           | Salle Tarragona   | AEJ Riera         | Cajalón           |                    |
| XV      | 1996 | Rivas       |           | BBC Badalona      | Islas Canarias    | Sta Rosa Lima     |                    |
| XVI     | 1997 | Castellón   |           | AEJ Riera         | Lima-Horta        | GEiEG             |                    |
| XVII    | 1998 | Vilagarcía  |           | La Salle Bonanova | Sant Fruitos      | Halcón Viajes     |                    |
| XVIII   | 1999 | Linares     |           | Lima-Horta        | Islas Canarias    | Universitari      |                    |
| XIX     | 2000 | Godella     |           | Ros Casares       | Cornellà          | Islas Canarias    |                    |
| XX      | 2001 | Ferrol      |           | Universitari      | Islas Canarias    | San Agustín       |                    |
| XXI     | 2002 | Zaragoza    |           | Universitari      | Islas Canarias    | Cornellà          |                    |
| XXII    | 2003 | Asturias    |           | Uni Tenerife      | Cornellà          | Castelló          |                    |
| XXIII   | 2004 | Orense      |           | Cornellà          | CB Majadahonda    | Helios            |                    |
| XXIV    | 2005 | Vidreres    |           | Majadahonda       | Las Gaunas        | Universitari      |                    |
| XXV     | 2006 | Alagón      |           | Islas Canarias    | Real Canoe        | Mataró            |                    |
| XXVI    | 2007 | Santiago    |           | Universitari      | Islas Canarias    | Estudiantes       |                    |
| XXVII   | 2008 | Pamplona    |           | Sarrià            | CBF San Blas      | Islas Canarias    |                    |
| XXVIII  | 2009 | Zaragoza    | 68–41     | Islas Canarias    | Mataró            | Cornellà          |                    |
| XXIX    | 2010 | Zaragoza    |           | Sarrià            | Mataró            | Islas Canarias    |                    |
| XXX     | 2011 | Vigo        |           | Islas Canarias    | Ros Casares       | León Aros         | Ángela Salvadores* |
| XXXI    | 2012 | Lanzarote   | 64–37     | Islas Canarias    | Mataró            | Cía de María      |                    |
| XXXII   | 2013 | Asturias    | 77–62     | Islas Canarias    | Real Canoe        | Estudiantes       |                    |
| XXXIII  | 2014 | Pontevedra  | 62–58     | UVA Ponce         | Almeda            | Jet 1             | Mame Selbe         |
| XXXIV   | 2015 | Pontevedra  | 62–43     | Sant Adrià        | Uni Girona        | La Salle Tfe      | Laia Moyà          |
| XXXV    | 2016 | Pontevedra  | 67–54     | Sant Adrià        | Estudiantes       | Valencia BC       |                    |
| XXXVI   | 2017 | Marín       | 80–81     | F. Maresme        | Sant Adrià        | Islas Canarias    |                    |
| XXXVII  | 2018 | Pontevedra  | 65–60     | Unicaja           | Sant Adrià        | Barça CBS         | Nené Awa Ndiaye    |
| XXXVIII | 2019 | Marín       | 87–51     | F. Sant Adrià     | Estudiantes       | Barça CBS         |                    |
| XXXIX   | 2021 | Marín       | 46–52     | Unicaja           | Valencia Basket   | C. Zaragoza       |                    |
| XL      | 2022 | Betanzos    | 59–39     | Barça CBS         | Cordobasket       | Unicaja           | Shaila Nde         |
| XLI     | 2023 | Marín       | 68–45     | Joventut          | C. Zaragoza       | Islas Canarias    | Claudia Lostal     |
| XLII    | 2024 | Pontevedra  | 72–64     | Estudiantes       | Valencia          | Sant Adrià        | Aidara Ndiaye      |
| XLIII   | 2025 | Huelva      | 82–84     | Valencia Basket   | Joventut          | Fundal Alcobendas |                    |

## Palmarés por clubes
| Equipo            | Oros | Platas | Bronces | Años de campeonato                                               |
| ----------------- | ---- | ------ | ------- | ---------------------------------------------------------------- |
| Islas Canarias    | 11   | 6      | 6       | 1983, 1985, 1988, 1989, 1992, 1994, 2006, 2009, 2011, 2012, 2013 |
| F. Sant Adrià     | 3    | 2      | 1       | 2015, 2016, 2019                                                 |
| Universitari      | 3    | 1      | 2       | 2001, 2002, 2007                                                 |
| Valencia Basket   | 2    | 1      | 1       | 2021, 2025                                                       |
| Sarrià            | 2    | 0      | 0       | 2008, 2010                                                       |
| Real Canoe        | 1    | 5      | 0       | 1984                                                             |
| AEJ Riera         | 1    | 3      | 0       | 1997                                                             |
| Cornellà          | 1    | 2      | 2       | 2004                                                             |
| Estudiantes       | 1    | 2      | 2       | 2024                                                             |
| S. Familia        | 1    | 1      | 1       | 1993                                                             |
| Joventut          | 1    | 1      | 0       | 2023                                                             |
| Majadahonda       | 1    | 1      | 0       | 2005                                                             |
| Ros Casares       | 1    | 1      | 0       | 2000                                                             |
| Zaragoza          | 1    | 1      | 0       | 1990                                                             |
| Barça CBS         | 1    | 0      | 2       | 2022                                                             |
| Lima-Horta        | 1    | 1      | 1       | 1999                                                             |
| Unicaja           | 1    | 0      | 1       | 2018                                                             |
| Badia Soler       | 1    | 0      | 0       | 1982                                                             |
| BBC Badalona      | 1    | 0      | 0       | 1996                                                             |
| Estudio Madrid    | 1    | 0      | 0       | 1980                                                             |
| F. Maresme        | 1    | 0      | 0       | 2017                                                             |
| Irlandesas        | 1    | 0      | 0       | 1981                                                             |
| La Salle Bonanova | 1    | 0      | 0       | 1998                                                             |
| Pozokoetxe        | 1    | 0      | 0       | 1991                                                             |
| Salle Tarragona   | 1    | 0      | 0       | 1995                                                             |
| Uni Tenerife      | 1    | 0      | 0       | 2003                                                             |
| UVA Ponce         | 1    | 0      | 0       | 2014                                                             |
| Mataró            | 0    | 3      | 1       | –                                                                |
| C. Zaragoza       | 0    | 2      | 0       | –                                                                |
| Almeda            | 0    | 1      | 0       | –                                                                |
| Asunción Madrid   | 0    | 1      | 0       | –                                                                |
| Casa Galicia León | 0    | 1      | 0       | –                                                                |
| CBF San Blas      | 0    | 1      | 0       | –                                                                |
| Cordobasket       | 0    | 1      | 0       | –                                                                |
| Grupo Barna       | 0    | 1      | 0       | –                                                                |
| Las Gaunas        | 0    | 1      | 0       | –                                                                |
| Luis Dorado       | 0    | 1      | 0       | –                                                                |
| Sant Fruitos      | 0    | 1      | 0       | –                                                                |
| Uni Girona        | 0    | 1      | 0       | –                                                                |
| Alcalá            | 0    | 0      | 2       | –                                                                |
| Amor de Dios      | 0    | 0      | 1       | –                                                                |
| Bailén Barna      | 0    | 0      | 1       | –                                                                |
| Cajalón           | 0    | 0      | 1       | –                                                                |
| Casa Galicia      | 0    | 0      | 1       | –                                                                |
| Castelló          | 0    | 0      | 1       | –                                                                |
| Colegio Cabrini   | 0    | 0      | 1       | –                                                                |
| Cía de María      | 0    | 0      | 1       | –                                                                |
| Fundal Alcobendas | 0    | 0      | 1       | –                                                                |
| GEiEG             | 0    | 0      | 1       | –                                                                |
| Halcón Viajes     | 0    | 0      | 1       | –                                                                |
| Helios            | 0    | 0      | 1       | –                                                                |
| Irlandesas Madrid | 0    | 0      | 1       | –                                                                |
| Jet 1             | 0    | 0      | 1       | –                                                                |
| Kaixo             | 0    | 0      | 1       | –                                                                |
| La Salle Tfe      | 0    | 0      | 1       | –                                                                |
| León Aros         | 0    | 0      | 1       | –                                                                |
| Montessori Palau  | 0    | 0      | 1       | –                                                                |
| Natural Cusi      | 0    | 0      | 1       | –                                                                |
| San Agustín       | 0    | 0      | 1       | –                                                                |
| Tintoretto        | 0    | 0      | 1       | –                                                                |